# Thundorf (Turgòvia)
Thundorf és un municipi del cantó de Turgòvia (Suïssa), situat al districte de Frauenfeld.